# Monterrey
Pour les articles homonymes, voir Monterrey (homonymie).
Pour l’article ayant un titre homophone, voir Monterey.
 (août 2017).
Si vous disposez d'ouvrages ou d'articles de référence ou si vous connaissez des sites web de qualité traitant du thème abordé ici, merci de compléter l'article en donnant les références utiles à sa vérifiabilité et en les liant à la section « Notes et références ».
 (août 2017).
Monterrey est une ville de 1,1 million d'habitants située dans le nord-est du Mexique, capitale de l'État du Nuevo León.
Fondée au XVIe siècle, la ville est devenue un important centre d’affaires dans les années suivant l’indépendance du Mexique. Elle sert de pôle commercial au nord du pays et de base à de nombreuses multinationales. Sa zone métropolitaine, qui englobe onze autres municipalités, compte 4,1 millions d'habitants et couvre 1,2 % de la superficie de l'État.
Elle est par le nombre d'habitants   la troisième ville du Mexique, après Mexico et Guadalajara, ainsi que la dix-septième d’Amérique du Nord et la dixième d’Amérique latine.
Monterrey est par son activité économique la deuxième ville du Mexique et la soixante-troisième du monde, avec un PIB de 130 milliards de dollars en 2012. Son revenu par habitant est le plus élevé du Mexique.

## Histoire
Monterrey a été fondée trois fois :
- Une première fois en 1577 sous le nom de Valle de Santa Lucía par le prêtre portugais Alberto del Canto.
- Une seconde fois en 1582 sous le nom de San Luis Rey de Francia par un autre Portugais, Luis Carvajal y de la Cueva, qui était aussi le premier véritable colonisateur du Nuevo León.
- Une troisième fois le 20 septembre 1596 par Don Diego de Montemayor[2], à la tête de 12 familles. Il nomme la ville Ciudad Metropolitana de Nuestra Señora de Monterrey (« ville métropolitaine de notre dame de Monterrey ») en l'honneur de Don Gaspar de Zúñiga y Acevedo, comte de Monterrey (Galice), qui était alors vice-roi de Nouvelle-Espagne.

L'armée des États-Unis envahit la ville (Bataille de Monterrey) en 1846 et l'occupa jusqu'en 1848.
Quelques années plus tard, l'invasion française mit au pouvoir l'empereur Maximilien, qui ne contrôlait toutefois pas tout le territoire. Benito Juárez, qui refusait de se soumettre à Maximilien, nomma Monterrey la nouvelle capitale ; elle joua ce rôle du 3 avril au 5 août 1864.
Monterrey resta une ville relativement peu peuplée jusqu'au début du XXe siècle. En 1905, la ville ne comptait que 80 000 habitants. En 1910, Antonio I. Villareal, gouverneur militaire de l'État, qui était un farouche opposant au clergé, ordonna la fermeture des temples et la destruction du temple de saint François, le plus ancien de la ville. Il détruisit aussi les archives coloniales.
En 1988, l'ouragan Gilbert provoqua de nombreux dégâts et causa la mort de dizaines d'habitants. L'ouragan Alex a également provoqué d'importants dégâts en 2010.

## Climat
Monterrey a un climat semi-aride, BSh selon la classification de Köppen.
| Mois                                | jan. | fév. | mars | avril | mai  | juin | jui. | août | sep.  | oct. | nov. | déc. | année |
| ----------------------------------- | ---- | ---- | ---- | ----- | ---- | ---- | ---- | ---- | ----- | ---- | ---- | ---- | ----- |
| Température minimale moyenne (°C)   | 8,2  | 10   | 13,2 | 16,7  | 20,2 | 22   | 22,3 | 22,5 | 20,9  | 17,2 | 12,7 | 9,1  | 16,3  |
| Température moyenne (°C)            | 14,4 | 16,6 | 20   | 23,4  | 26,2 | 27,9 | 28,6 | 28,5 | 26,2  | 22,4 | 18,4 | 15,1 | 22,3  |
| Température maximale moyenne (°C)   | 20,7 | 23,2 | 26,9 | 30    | 32,2 | 33,8 | 34,8 | 34,5 | 31,5  | 27,6 | 24,1 | 21,2 | 28,4  |
| Record de froid (°C)                | −7   | −7   | −1   | 5     | 8    | 11,5 | 11   | 12,2 | 2     | 2    | −5   | −7,5 | −7,5  |
| Record de chaleur (°C)              | 38   | 39,5 | 43   | 48    | 46   | 45   | 41,5 | 42,5 | 41    | 39   | 39   | 39   | 48    |
| Nombre de jours avec gel            | 2    | 1,37 | 0,37 | 0     | 0    | 0    | 0    | 0    | 0     | 0    | 0,78 | 1,64 | 6,16  |
| Ensoleillement (h)                  | 193  | 137  | 155  | 167   | 163  | 178  | 194  | 226  | 167   | 142  | 196  | 185  | 2 104 |
| Précipitations (mm)                 | 16,6 | 16,5 | 19,9 | 29,7  | 52,3 | 68,4 | 43   | 79,6 | 150,6 | 77,2 | 23   | 14,1 | 590,9 |
| Nombre de jours avec précipitations | 4,2  | 3,8  | 3,4  | 4,5   | 5,7  | 5,6  | 3,9  | 6,4  | 8,2   | 6,5  | 4,1  | 3,4  | 59,7  |
| Humidité relative (%)               | 67   | 64   | 58   | 61    | 66   | 66   | 63   | 63   | 69    | 71   | 68   | 69   | 65    |
| Nombre de jours avec neige          | 0,03 | 0    | 0    | 0     | 0    | 0    | 0    | 0    | 0     | 0    | 0    | 0    | 0,03  |
| Nombre de jours avec brouillard     | 7,65 | 6,27 | 6,06 | 7,1   | 9,34 | 6,56 | 7,31 | 4,34 | 8,56  | 8,68 | 8,42 | 6,71 | 87    |

## Économie
Monterrey, troisième ville plus importante du Mexique et capitale de l'État du Nuevo León, occupe une position stratégique. Sa proximité avec les États-Unis et sa puissance industrielle offrent aux entreprises locales un accès au marché nord-américain avec les coûts de production d'un pays en voie de développement. Cette position attire chaque année les investissements étrangers dans l'État de Nuevo Léon.

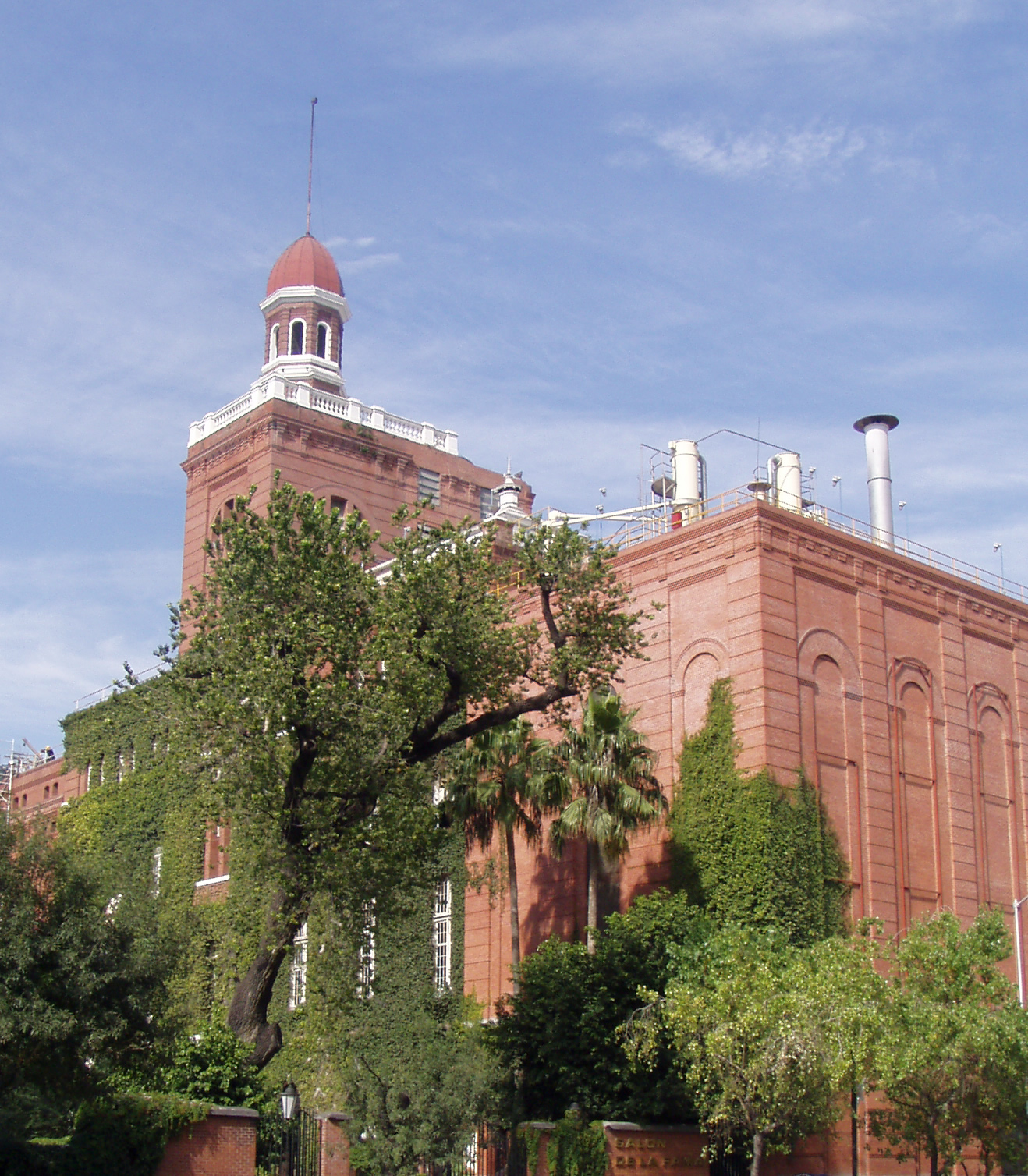
La brasserie Cervecería Cuauhtémoc Moctezuma

Monterrey est d'abord une puissance industrielle. Elle est notamment connue pour sa production de bière, d'acier, de verre et de ciment : Cemex est la troisième plus importante cimenterie du monde derrière Lafarge et Holcim et devant Apasco depuis l'acquisition du britannique RMC en 2005. Parmi les bières produites à Monterrey par la Cervecería Cuauhtémoc Moctezuma (Heineken International), citons : Carta Blanca, Tecate, Bohemia, Sol (bière), Casta (bière), Indio (bière), XX (bière) (Dos Equis), et Nochebuena (bière). Vitro est l'un des plus grands producteurs de verre d'Amérique du Nord.
Monterrey est aussi une importante place financière : la Banorte (la seule grande banque détenue par des Mexicains) a son siège social à Monterrey.
L'économie informelle reste très développée et représente une source importante de revenu pour la population locale comme pour le reste du Mexique. Le salaire minimum d'environ 3,5 euros par jour (80 pesos) encourage ce phénomène.

## Transports
Monterrey est desservie par l'Aéroport international de Monterrey (code IATA : MTY • code OACI : MMMY).
La ville possède également un réseau de métros légers, composé de deux lignes totalisant 31 km de voies.

## Urbanisme

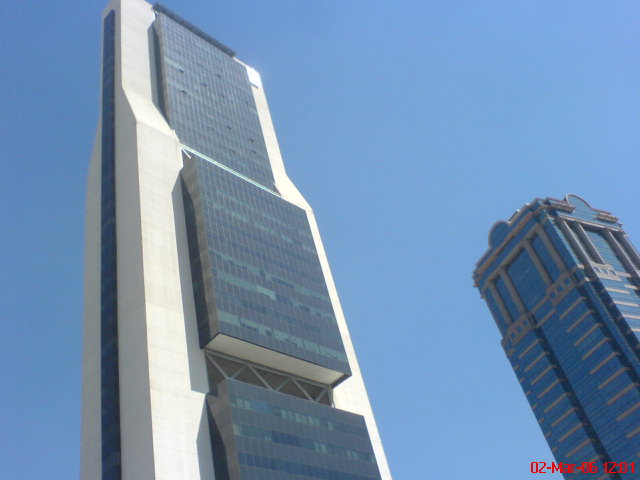
La Torre Avalanz (1998-2000).

Monterrey et son agglomération comportent 24 gratte-ciel (immeubles d'au moins 100 mètres de hauteur) soit le nombre le plus important du Mexique après la capitale Mexico. Beaucoup de gratte-ciel se trouvent dans la ville voisine de San Pedro Garza García (municipalité).

## Sports
La ville compte deux clubs de football (soccer) : les Rayados et les Tigres. Les premiers jouent dans le stade BBVA Bancomer, situé dans la ville de Guadalupe tandis que l'autre joue dans le stade de l'Universidad Autónoma de Nuevo León. Elle possède aussi une équipe de football (soccer) en salle : El Flash. En 2014, André-Pierre Gignac signe un contrat de cinq ans en faveur de l'équipe des Tigres. Florian Thauvin signe un contrat de cinq ans assorti d’un salaire annuel net de 5 M€.
Les Sultanes de Monterrey portent les couleurs de la ville en Ligue mexicaine de baseball. Ils disputent leurs matchs à domicile à l'Estadio de Beisbol Monterrey, enceinte de 27 000 places inaugurée en 1990.
Fuerza Regia représente la ville en Ligue mexicaine de basketball. Ils disputent leurs matchs à domicile au Gimnasio Nuevo León

## Culture
Les plats typiques sont : le Machacado con huevo (omelette à la machaca : viande rouge salée, desséchée, grillée puis pilée) et le Cabrito asado (chevreau grillé), la cajeta (confiture de lait de chèvre).
Chaque année est organisé le Festival International de Cinéma de Monterrey. En 2017, la France en fut le pays invité.
À une heure au nord-ouest de Monterrey se trouve le seul site archéologique ouvert au public: Boca de Potrerillos contient plus de 11000 représentations graphico-rupestres.

## Archevêché

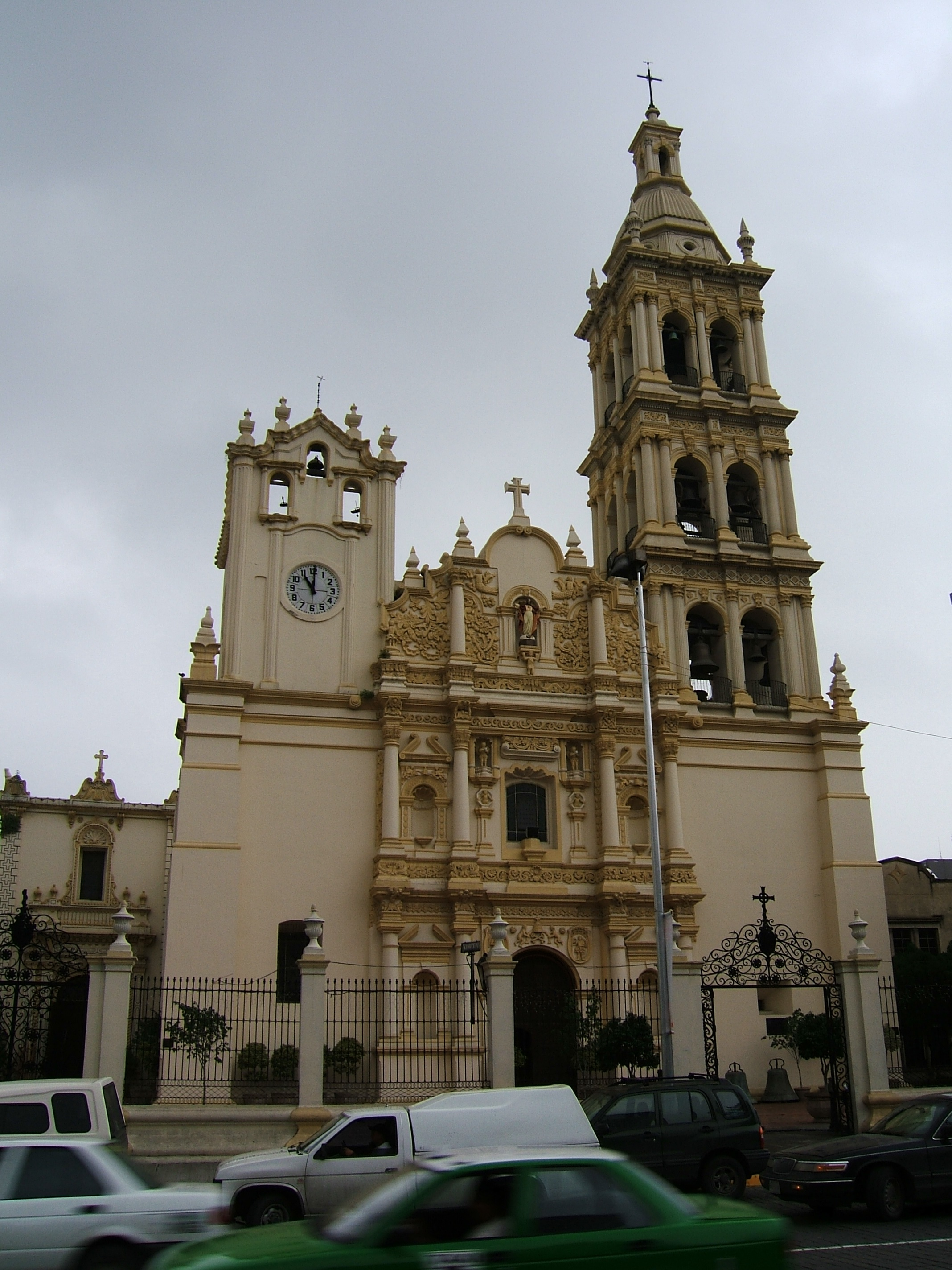
Église à Monterrey.

- Archidiocèse de Monterrey, avec 188 paroisses
- Cathédrale de l'Immaculée-Conception, d'architecture baroque.

## Personnalités
- Jesús Arellano (1973), footballeur (Monterrey et Guadalajara)
- Marcela Bovio (1979), chanteuse
- Éder dos Santos (1984), footballeur (Club América)
- Giovanni Dos Santos (1989), footballeur (Mallorca)
- Jonathan dos Santos (1990), footballeur (FC Barcelone)
- Eugenio Garza Sada (1892-1973), homme d'affaires et philanthrope
- Edith González (1964), actrice
- Alfonso Herrera (1983), acteur/chanteur
- Daniel Luna (1978), chanteur
- Malukah (Judith de los Santos, 1982), chanteuse
- Fray Servando Teresa de Mier (es) (1763-1827), indépendantiste mexicain
- José Luis Reséndez (1978), chanteur et acteur
- Alfonso Reyes (1889-1959), écrivain
- Manuel Uribe (1965-2014), élu l'homme le plus gros du monde
- Rolando Hernandez Verastegui, dit Rolando Vera (1915-2001)
- Kat Von D (1982), tatoueuse (LA Ink)
- Lorenzo Zambrano (1945-2014), homme d'affaires
- Daniel Suárez (1992-), Pilote de NASCAR
- The Warning (Daniela, Paulina et Alejandra Villarreal Velez), groupe de rock

## Jumelage
- Dallas (États-Unis)
- Bethléem (Palestine)

## Divers
- Paseo Santa Lucía
- Museo Nacional de Historia Mexicana
- Museo de Arte Contemporaneo de Monterrey (MARCO)
- Bières produites : Sol, Carta Blanca, Bohemia, Casta, Indio, Tecate, Nochebuena.

### Presse
- El Norte
- El Porvenir (en)
- Milenio
- ABC Noticias MX (es)

## Remarques
- Surnom : La ville des montagnes.
- Monterey , avec un seul r, est le nom de 24 localités des États-Unis, dont la plus importante est Monterey (Californie).

## Galerie

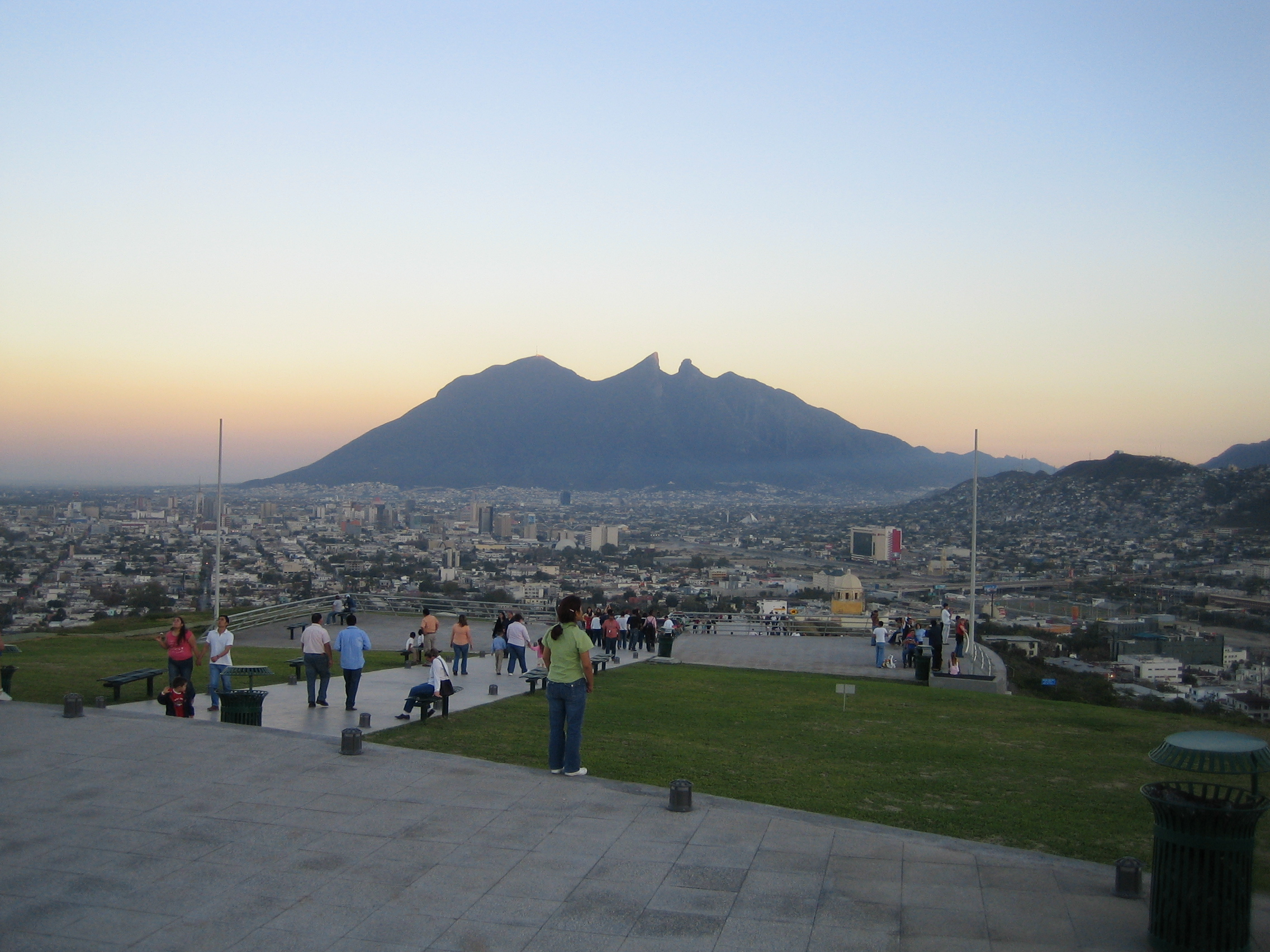
Vue panoramique de Monterrey
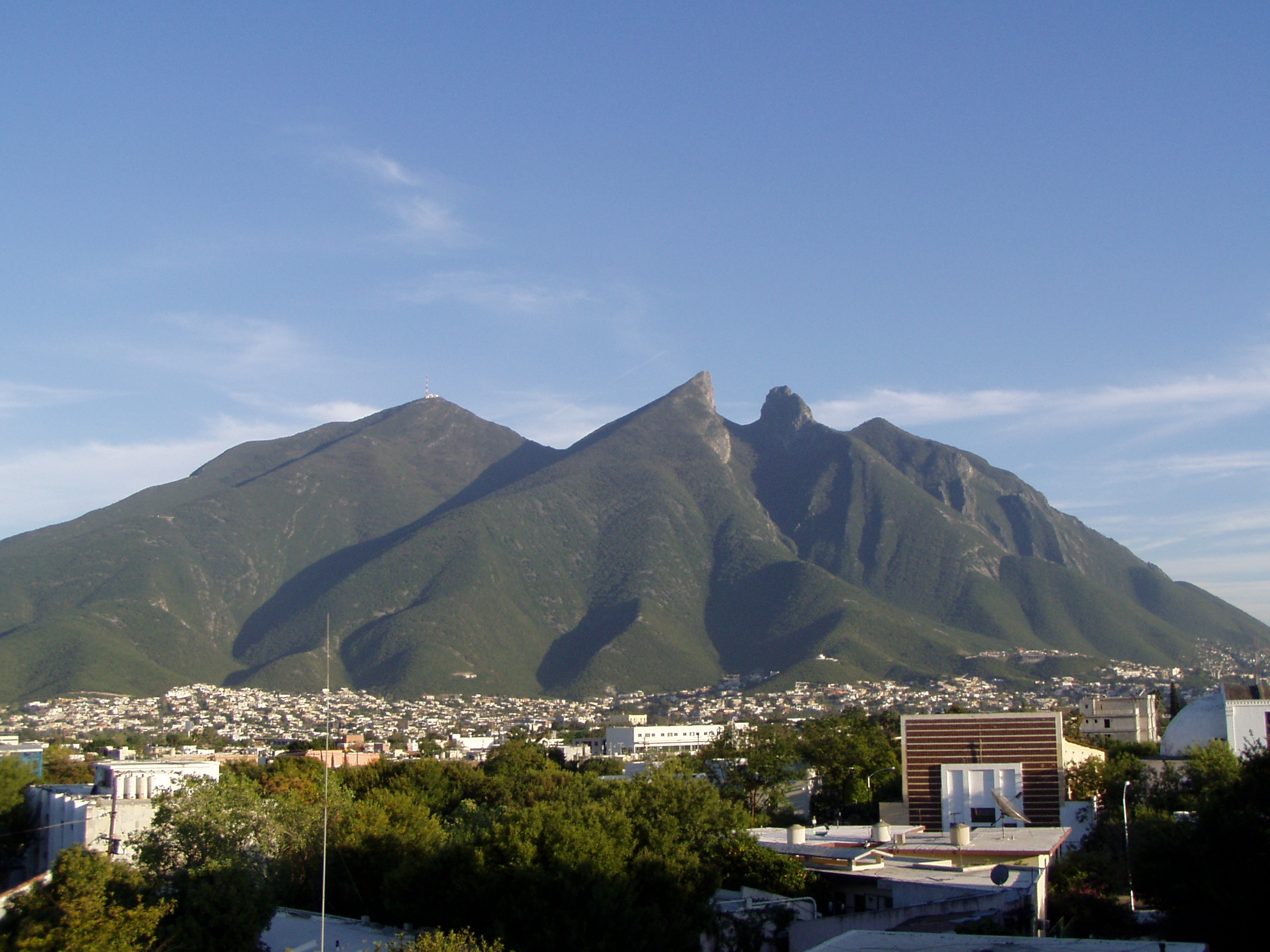
Cerro de la Silla
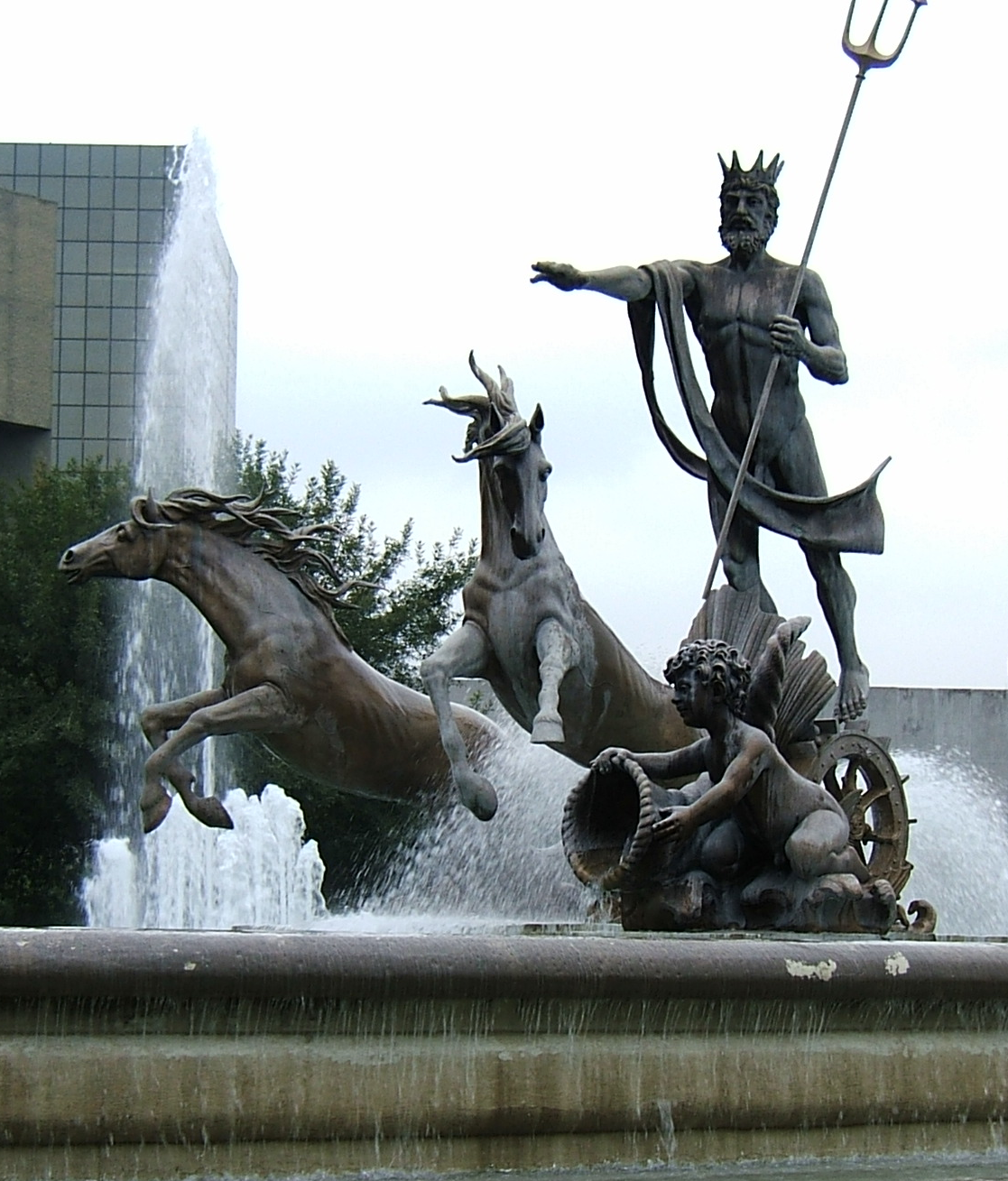
Une fontaine dans la ville
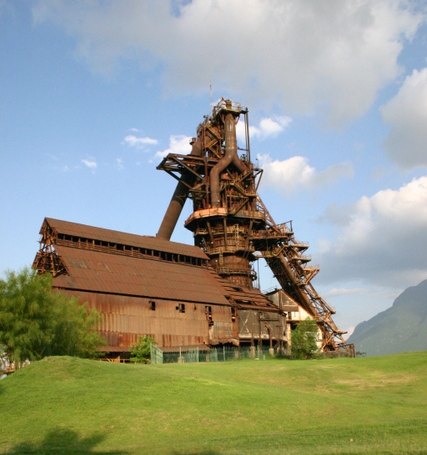
Fonderie
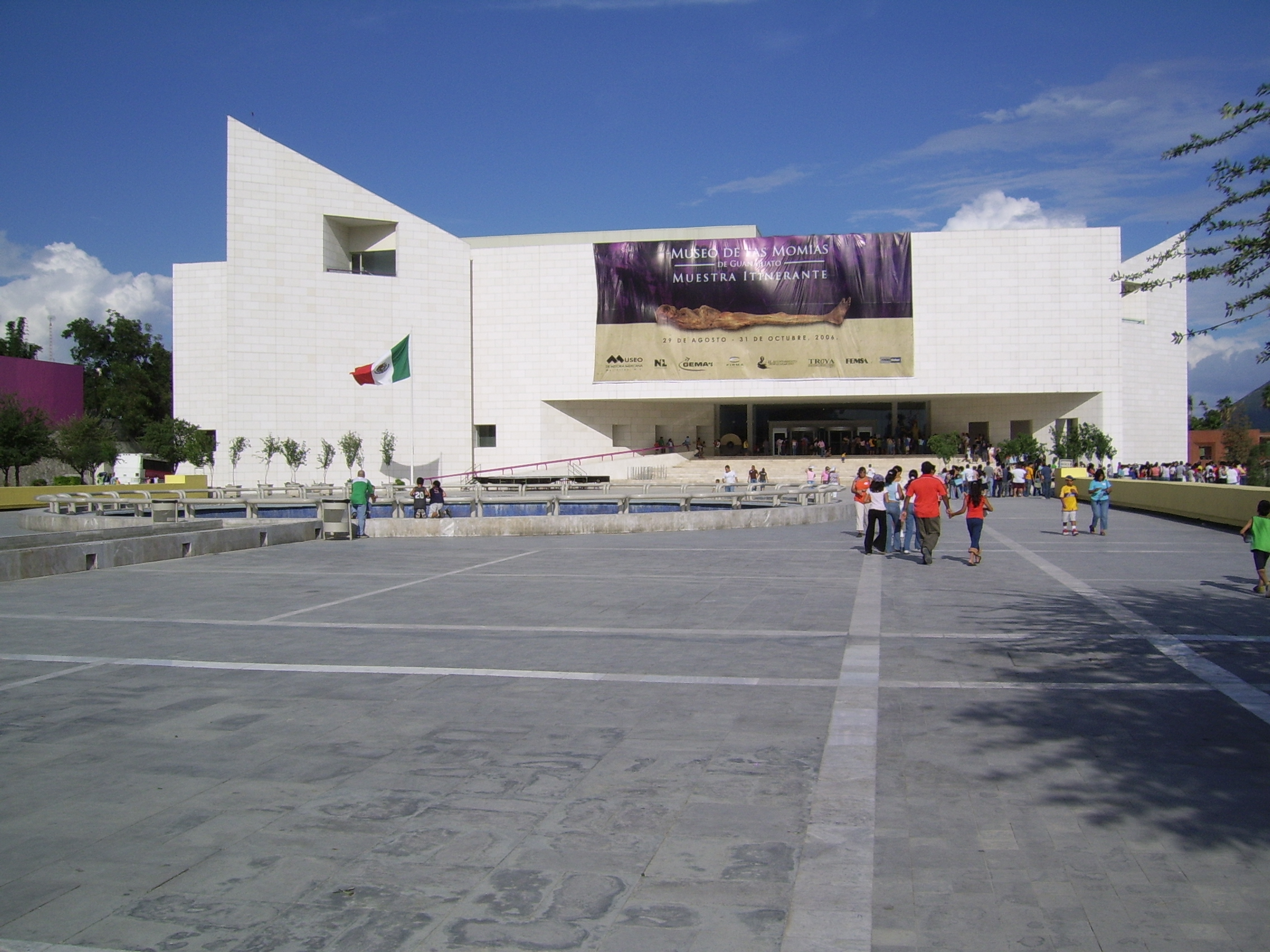
Musée d'Histoire Mexicaine
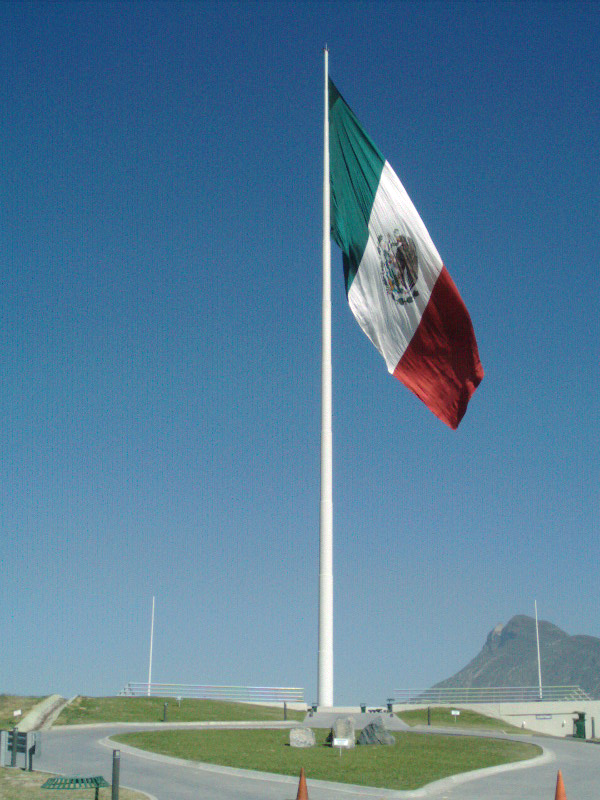
Obispado
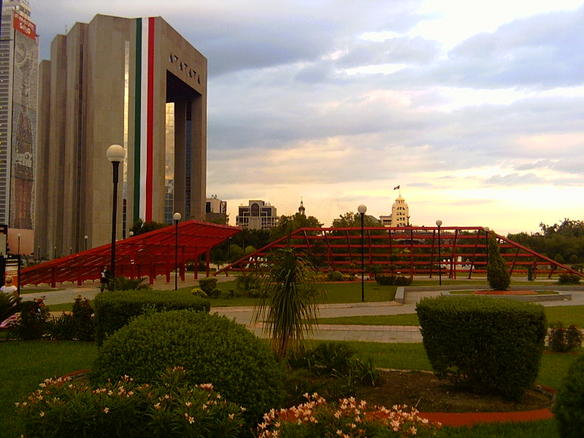
Macroplaza